# Sochský rajon
Sochský rajon (uzbecky So`h tumani/Сўх тумани, rusky Сохский район), někdy též Soch, je uzbecká exkláva v Kyrgyzstánu nacházející se v údolí Soch (správní centrum rajonu Ravan). Administrativně Sochský rajon náleží k Ferganské oblasti Uzbekistánu. Na území se nachází celkem 19 obcí, ve kterých žije 59 000 obyvatel, z toho 99 % tádžické, 0,7 % kyrgyzské a 0,3 % uzbecké národnosti. Nejsevernější bod Sochského rajonu je od zbytku Uzbekistánu vzdálen vzdušnou čarou 11,5 km. 

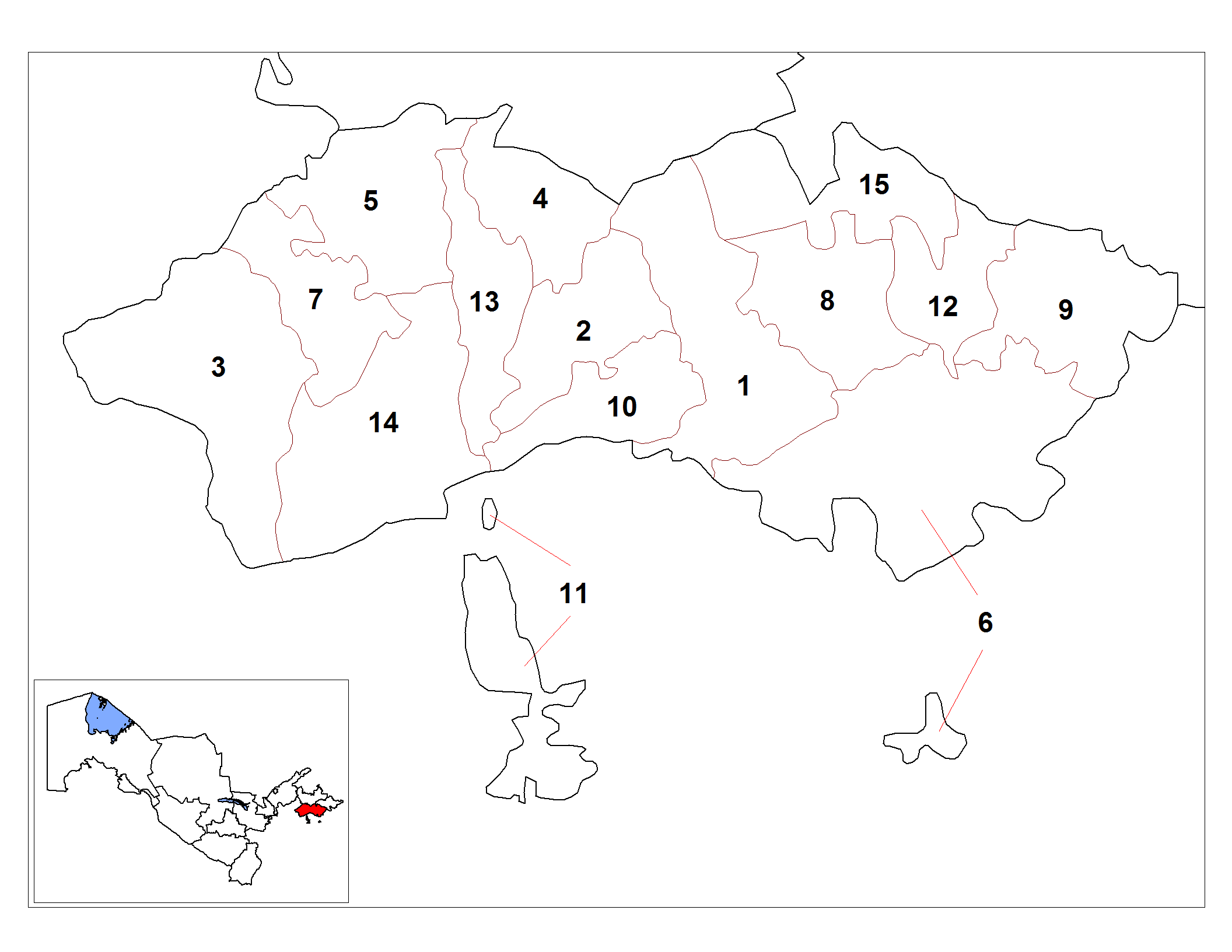
Sochský rajon (číslo 11) na mapě Ferganské oblasti

Exkláva vznikla úpravou hranic svazových republik SSSR roku 1955. Dle nepodložené legendy vyhrál území uzbecký tajemník komunistické strany nad svým kyrgyzským kolegou v kartách. Po rozpadu Sovětského svazu se stal Soch příčinou sporů mezi oběma státy, uzbecký požadavek na vytvoření koridoru spojujícího exklávu s vlastním státem kyrgyzská strana jednoznačně odmítla. V roce 1999 po neúspěšném pokusu uzbeckých islámských extrémistů skrývajících se v Kyrgyzstánu obsadit území uzbecká armáda zaminovala hranice exklávy.

Středoasijské exklávy